# عبد الواحد محمد نور
عبد الواحد محمد نور (بالإنجليزية: Abdul Wahid Mohamed al Nur)‏ محامي سوداني ينحدر من قبيلة الفور، رئيس حركة تحرير السودان.[بحاجة لمصدر]
ولد في زالنجي، غرب دارفور، وتلقى تعليمه في جامعة الخرطوم، حيث تخرج في عام 1995 بدرجة بكالوريوس في القانون قبل أن يعمل كمحام. في يونيو 1992، أنشأ النور وآخرون في جامعة الخرطوم حركة تحرير السودان.

## روابط خارجية
- Abdel Wahid Al-Nur, "Why We Won't Talk to Sudan's Islamo-Fascists", The Wall Street Journal, June 18, 2008
- "SLM statement on the secular state", by al Nur
- Video: Al Nur Supports Relations with Israel: "An Israeli Embassy in Khartoum Will Serve the Interests of the Sudanese People".